# 曹宇鹏
曹宇鹏（1990年10月27日—），中国斯诺克运动员，2011年到2018年参加职业赛事，2018年5月25日曹宇鹏和于德陆因涉嫌操纵比赛被世界职业比利和斯诺克协会停赛，2018年12月1日世界职业比利和斯诺克协会决定对曹宇鹏禁赛6年，其中无条件禁赛期为两年半（2018年5月25日至2020年11月24日）。中国台球协会则鉴于曹宇鹏在事后认错态度较好，给他国内禁赛两年的处罚（从2018年5月25日至2020年5月24日）。在2022年的中国斯诺克选手涉嫌操纵比赛丑闻中，曹宇鹏拒绝了梁文博打假球的邀请，没有同流合污。